# 巨蟹座55f
巨蟹座55f（英語：55 Cancri f）是一顆太陽系外行星，環繞距離地球約41光年的巨蟹座55A運行。巨蟹座55f也是已知距離巨蟹座55第4遠的行星，也是第一顆獲得f編號的行星。直到2009年4月為止，巨蟹座55也是人類已知太陽系外唯一擁有至少5顆行星的恆星。

## 發現
美國天文學會會議在2005年4月首次發表巨蟹座55f的消息，然而在2年半後，巨蟹座55f才出現在同行審核的雜誌當中 。它也是首顆運行軌道完全位在適居帶內的系外行星。而且它的發現也使得巨蟹座55成為太陽以外首顆擁有至少5顆行星的恆星。直到2009年4月為止，巨蟹座55仍是人類已知太陽系外唯一擁有至少5顆行星的恆星。

## 軌道及質量
巨蟹座55f距離主星約0.781 天文單位，需花費約260天來完成一次公轉。因為使用逕向速度法來觀測巨蟹座55f，所以只能夠知道它的最低質量，大約是木星的0.144倍或是海王星的2.67倍。根據觀測結果，巨蟹座55f的軌道可能接近圓形，雖然目前假設它的軌道離心率是0.2±0.2。根據牛頓運動定律來模擬行星間的交互作用後，天文學家推測它的軌道離心率僅有0.0002，接近正圓形。哈伯太空望遠鏡的天體測量學觀測顯示外側行星巨蟹座55d的軌道相對於巨蟹座55f運行的平面有53度的傾斜。如果這次測量結果是正確的話，巨蟹座55f而且假設巨蟹座55符合共面性的話，巨蟹座55f的真實質量將會比目前估計的質量下限要增加約25%，達到0.18個木星質量。

## 特徵
因為這顆行星是透過觀測巨蟹座55間接偵測出來的，所以相關的數據，例如直徑、結構組成及大氣層成份都是未知的。因為巨蟹座55f的質量達到土星的一半，所以它很可能是一顆氣體行星，而不是類地行星。它的軌道位於適居帶當中，這意味著液態水可能存在它所擁有的系外衛星表面。

## 外部連結
- Ward Glen. . The Starry Mirror. 2007-11-08  [2008-09-17]. （原始内容存档于2007-11-10）.